# Komisariat Straży Granicznej „Kuty”
Komisariat Straży Granicznej „Kuty” – jednostka organizacyjna Straży Granicznej pełniąca służbę ochronną na granicy polsko-rumuńskiej w latach 1928–1939.

## Geneza
Na wniosek Ministerstwa Skarbu, uchwałą z 10 marca 1920, powołano do życia Straż Celną. Proces tworzenia Straży Celnej trwał do końca 1922. 
Komisariat Straży Celnej „Kuty”, wraz ze swoimi placówkami granicznymi, wszedł w podporządkowanie Inspektoratu Straży Celnej „Śniatyn”.
W drugiej połowie 1927 przystąpiono do gruntownej reorganizacji Straży Celnej. W praktyce skutkowało to rozwiązaniem tej formacji granicznej.
Rozkazem nr 5 z 16 maja 1928 w sprawie organizacji Małopolskiego Inspektoratu Okręgowego dowódca Straży Granicznej gen. bryg. Stefan Pasławski powołał komisariat Straży Granicznej „Kuty”, który przejął ochronę granicy od rozwiązywanego komisariatu Straży Celnej.

## Formowanie i zmiany organizacyjne
Rozporządzeniem Prezydenta Rzeczypospolitej Polskiej Ignacego Mościckiego z 22 marca 1928, do ochrony północnej, zachodniej i południowej granicy państwa, a w szczególności do ich ochrony celnej, powoływano z dniem 2 kwietnia 1928 Straż Graniczną.
Rozkazem nr 5 z 16 maja 1928 w sprawie organizacji Małopolskiego Inspektoratu Okręgowego dowódca Straży Granicznej gen. bryg. Stefan Pasławski przydzielił komisariat „Kosów” do Inspektoratu Granicznego nr 21 „Kołomyja” i określił jego strukturę organizacyjną. 
Już 8 września 1828 dowódca Straży Granicznej rozkazem nr 6 w sprawie organizacji Małopolskiego Inspektoratu Okręgowego podpisanym w zastępstwie przez mjr. Wacława Szpilczyńskiego zmieniał organizację komisariatu i ustalał zasięg placówek. 
Rozkazem nr 7 z 25 września 1929 w sprawie reorganizacji i zmian dyslokacji Małopolskiego Inspektoratu Okręgowego komendant Straży Granicznej płk Jan Jur-Gorzechowski określił numer i nową strukturę komisariatu. 
Rozkazem nr 4/31 zastępcy komendanta Straży Granicznej płk. Emila Czaplińskiego z 20 października 1931 zniesiono placówkę SG „Rożnów”.
Rozkazem nr 1 z 29 stycznia 1934 w sprawach [...] zmian przydziałów, komendant Straży Granicznej płk Jan Jur-Gorzechowski utworzył placówkę I linii „Tudjów”, „Słobódka” i „Wiśniówka”.
Rozkazem nr 2 z 30 listopada 1937 w sprawach [...] przeniesienia siedzib i likwidacji jednostek, Komendant Straży Granicznej płk Jan Gorzechowski przeniósł siedzibę komisariatu „Kosów” do m. Kuty.

## Służba graniczna
Sąsiednie komisariaty:
- komisariat Straży Granicznej „Żabie” ⇔ komisariat Straży Granicznej „Śniatyn” − 1928 i 1935[12]

## Funkcjonariusze komisariatu
| Kierownicy/komendanci komisariatu | Kierownicy/komendanci komisariatu | Kierownicy/komendanci komisariatu |
| stopień                           | imię i nazwisko                   | okres pełnienia służby            |
| --------------------------------- | --------------------------------- | --------------------------------- |
| podkomisarz                       | Stanisław Ochoński                | był w 1929                        |
| komisarz                          | Jan Ślisz                         | 2 III 1939 -                      |
| Zastępcy komendanta komisariatu   |                                   |                                   |
| starszy strażnik                  | Alfred Giergiel                   | 1 V 1939 –                        |

## Struktura organizacyjna
Organizacja komisariatu w maju 1928:
- komenda − Kosów
- placówka Straży Granicznej I linii „Białoberezka”
- placówka Straży Granicznej I linii „Rożen” Wielki
- placówka Straży Granicznej I linii „Kuty”
- placówka Straży Granicznej I linii „Kobaki”
- placówka Straży Granicznej I linii „Tuczapy”
- placówka Straży Granicznej II linii „Kosów”

Organizacja komisariatu we wrześniu 1928:
- placówka Straży Granicznej I linii „Białoberezka”
- placówka Straży Granicznej I linii „Roztoki”
- placówka Straży Granicznej I linii „Kuty”
- placówka Straży Granicznej I linii „Kobaki”
- placówka Straży Granicznej II linii „Kosów”
- placówka Straży Granicznej II linii „Kołomyja”
- placówka Straży Granicznej II linii „Sanok”

Organizacja komisariatu we wrześniu 1929:
- 2/22 komenda − Kosów
- placówka Straży Granicznej I linii „Białoberezka”
- placówka Straży Granicznej I linii „Roztoki”
- placówka Straży Granicznej I linii „Kuty”
- placówka Straży Granicznej I linii „Rybno”
- placówka Straży Granicznej II linii „Kosów”
- placówka Straży Granicznej II linii „Rożnów”

Organizacja komisariatu w 1931:
- komenda − Kosów (48 km)
- placówka Straży Granicznej I linii „Białoberezka”
- placówka Straży Granicznej I linii „Roztoki”
- placówka Straży Granicznej I linii „Kuty”
- placówka Straży Granicznej I linii „Rybno”
- placówka Straży Granicznej II linii „Kosów”
- placówka Straży Granicznej II linii „Rożnów” → zniesiona w 1931

Organizacja komisariatu w 1935:
- komenda − Kosów
- placówka Straży Granicznej I linii „Białoberezka”
- placówka Straży Granicznej I linii „Roztoki”
- placówka Straży Granicznej I linii „Kuty”
- placówka Straży Granicznej I linii „Rybno”
- placówka Straży Granicznej I linii „Tudjów”
- placówka Straży Granicznej I linii „Słobódka”
- placówka Straży Granicznej I linii „Wiśniówka”
- placówka Straży Granicznej II linii „Kosów”